# Hass im Kopf
Hass im Kopf, ursprüngliche Schreibung Haß im Kopf, ist ein deutscher Fernsehfilm von Uwe Frießner aus dem Jahr 1994. Der Film handelt von einem jungen Skinhead, welcher wegen seines zerrütteten Elternhauses Zuflucht und Halt in einer Neonazigruppe sucht.

## Handlung
Der 17-jährige Fredy lebt mit seiner Familie in Wolfsburg. Da er einen gewalttätigen und alkoholkranken Vater hat, sucht er Halt und Anerkennung in einer lokalen Bande von Neonazis. Die Bande wird angeführt von dem gewaltbereiten Wolf. Als Fredy mitansieht, wie sein Vater wieder die Mutter zusammenschlägt, ruft Fredy heimlich die Polizei. Fredys Mutter wird in ein Krankenhaus eingeliefert und Fredy behauptet beim Arzt, seine Mutter sei die Treppe runtergefallen. Als Fredy das Krankenhaus verlässt, wird er von drei Türken verfolgt, die wissen, dass er ein Neonazi ist. Fredy gelingt die Flucht zu seiner Neonazi-Gruppe, die ihrerseits beginnen, die Türken zu verfolgen; diese jedoch können fliehen.
Am selben Abend gehen die Neonazis in eine Diskothek und suchen nach den Türken, die jedoch nicht da sind. In der Diskothek befindet sich auch Marina, ein Skinheadgirl, das sich von den Neonazis abhebt und nicht fremdenfeindlich ist. Fredy hat Interesse an Marina. Im Krankenhaus vertraut Fredys Mutter ihm an, dass sie den Vater verlassen will und zu Verwandten gehen will. Fredy geht nach Hause und sammelt die Kleider seiner Mutter in einer Sporttasche. Dort sieht er, dass sein Vater die ebenfalls alkoholkranke Gisela bei sich wohnen hat. Als der Vater merkt, dass Fredy die Kleider gepackt hat, verjagt er ihn. In einer Kneipe sitzen Fredy und seine Bande und trinken reichlich Alkohol. Marina erscheint und unterhält sich mit Wolf. Der eifersüchtige Fredy fängt daraufhin eine Rangelei mit einem anderen Bandenmitglied an und verlässt verärgert die Kneipe. Er geht zur Diskothek und sieht die drei Türken. Er fängt eine Schlägerei an und unterliegt. Danach wird er vom Türsteher rausgeworfen und bekommt Hausverbot.
Fredy geht zurück zur Kneipe und Wolf und die anderen formieren sich für eine Racheaktion. Sie versammeln sich vor der Diskothek und warten auf die Türken. Als diese an ihrem Auto sind, schlagen die Nazis auf die drei mit Baseballschlägern ein. Der Türsteher geht dazwischen und kann die Neonazis vertreiben. Mittlerweile ist auch Marina eingetroffen und beobachtet geschockt das Treiben. In derselben Nacht fahren die Nazis mit Fredy zu einem Treffen der lokalen Neonaziszene. Dort schauen alle den antisemitischen Film Der ewige Jude. Danach geht die Gruppe in betrunkenem Zustand auf den örtlichen jüdischen Friedhof und schändet Gräber.
Am nächsten Tag bekommt Fredy Besuch seiner Bande. Der Vater will sie zunächst rauswerfen, versteht sich dann jedoch mit Wolf auf Anhieb, sodass die Gäste länger als erwartet bleiben. Der Vater erzählt von den Erfahrungen seines Vaters und vom Zweiten Weltkrieg. Die Neonazis schätzen und respektieren Fredys Vater und die Treffen in Fredys Elternhaus werden mehr. Als Fredy wieder ins Krankenhaus will, wird er von der Polizei mitgenommen und verhört. Er und die Bande werden verdächtigt, Gräber auf dem Friedhof geschändet zu haben. Da es keine Beweise gibt und die Bande einen guten Anwalt hat, dürfen Fredy und seine Freunde das Revier nach einem Tag wieder verlassen. Am selben Abend spielt die Gruppe mit Marina und mit Fredys Vater bei ihm zu Hause das verbotene Brettspiel Blitzkrieg. Zur Gruppe gesellt sich später auch Gisela, die im betrunkenen Zustand andeutet, der Polizei zu sagen, dass die Gruppe die Gräber geschändet hat. Daraufhin wird sie von Fredys Vater geschlagen und Marina verlässt das Haus. Fredy läuft ihr hinterher und es kommt zu einem Dialog, in dem man erfährt, dass Marina die Naziszene verabscheut. Fredy und Marina versöhnen sich und verbringen die Nacht miteinander. Am nächsten Tag verlassen beide Fredys Elternhaus und gehen auf eine Veranstaltung, bei der auch Politiker fremdenfeindliche Reden halten. Nach einer Weile verlässt Marina angewidert die Veranstaltung und lässt Fredy zurück. In derselben Nacht verüben die Neonazis Brandanschläge auf die Diskothek und türkische Geschäfte. Marina erkennt zwei von Fredys Freunden und ruft die Feuerwehr und die Polizei.
Am nächsten Tag liest Marina in der Zeitung, dass der Diskobesitzer beim Brand ums Leben gekommen ist. Fredy und seine Freunde erfahren ebenfalls davon und verstecken sich bei Fredys Vater, der von den Taten weiß, aber die Bande schützt. Es kommt zu einer Unterhaltung der Gruppe, in der Marina ohne Beweise beschuldigt wird. Fredy hat Angst um Marina und beschuldigt ohne Beweise Gisela. Als die Polizei das Elternhaus von Fredy betritt, verstecken sich alle Neonazis in einem geheimen Raum im Keller. Einer der beiden Polizisten bemerkt, dass die Gruppe sich versteckt. Der Polizist sagt aber nichts, weil er selbst mit der rechten Szene zu tun hat.
Als die Gruppe mit Fredy und seinem Vater Alkohol trinkt, erscheint Gisela in der Wohnung und es kommt zu einem Streit, bei dem erst Fredys Vater und dann auch Wolf auf Gisela einschlagen. Fredy verlässt voller Angst das Haus und flieht zu Marina. Er hat in der Nacht einen Alptraum, in dem Gisela schreiend auf dem Boden kniet. Am nächsten Morgen erwacht Fredy erschrocken und er und Marina machen sich schnell auf den Weg zu seinem Elternhaus. Dort treffen sie auf einen Teil der Gruppe und Fredys Vater, die ihren Rausch ausschlafen. Im oberen Stockwerk entdecken sie den Rest der Gruppe und die zu Tode geprügelte Gisela. Die Gruppe beschuldigt sich zuerst gegenseitig, dann verliert Wolf die Kontrolle und greift Marina an, die das Haus verlassen will. Fredy schnappt sich einen Baseballschläger und attackiert Wolf und ein anderes Gruppenmitglied. Die Polizei trifft ein, bricht die Tür auf und stürmt das Haus.

## Produktion
Der Film entstand in Koproduktion von ZDF und arte. Gedreht wurde im Winter 1993, Drehort war unter anderem der Gewerbepark Wolfsburg. Vor der Kamera standen teilweise „Laiendarsteller aus dem Milieu“.
Der Film war am 2. September 1994 im Rahmen einer Vorpremiere auf arte zu sehen. Die Erstaufführung im ZDF fand am 5. März 1995 statt.

## Kritik
Regisseur Uwe Frießner nannte Hass im Kopf einen Film „über erbitterten Hass, der zum Selbsthass und schließlich zum eingeredeten Hass auf alles ähnlich Schwache wird“. „Das Reality-Movie bedrückt als kaum gefilterter Frontbericht – aber gerade durch die offengelegte Irrationalität macht es die Zuschauer nicht minder sprachlos als die Akteure“, urteilte die taz, lobte jedoch, dass es dem Regisseur gelinge, „das heiße Thema ganz tief unten anzusiedeln; ohne verbrämte psychologische oder ideologische Symbolik.“ Der Tagesspiegel vermutete im Titel eine Referenz an Reinhard Hauffs Messer im Kopf, „der Marxisten wie Müsli-Esser noch einte in sozialen Utopien und im Hass auf den Staat und seine Institutionen“, und attestierte dem Film einen „überdeutlich inszenierten Naturalismus aus Gewalt, Bierdunst und germanischer Großmannssucht.“ Frießners „Umgang mit dem heiklen Thema ist von ernüchternder Deutlichkeit“, befand die Saarbrücker Zeitung.